# Franklinville, New York
Franklinville är en kommun (town) i Cattaraugus County i delstaten New York. Vid 2020 års folkräkning hade Franklinville 2 811 invånare.

## Kända personer från Franklinville
- William E. Mason, politiker